# Bracco di Burgos
Il bracco di Burgos (o perdiguero de Burgos in spagnolo) è un cane da ferma utilizzato per la caccia alla selvaggina di pelo (generalmente di taglia piccola) e di penna. È un cane rustico, resistente, adatto per la caccia su qualsiasi tipo di terreno, e dotato di fiuto potente. Abile nella cerca, nella ferma e nel riporto, il perdiguero è un cane da caccia eccellente.

## Caratteristiche fisiche
La testa è ben sviluppata, con stop leggermente pronunciato. Il muso è ampio e diritto, con leggera convessità presso il tartufo: quest'ultimo è marrone scuro, umido e largo.
Gli occhi, di media grandezza, sono a forma di mandorla e di color nocciola scuro. Le orecchie, inserite sulla linea dell'occhio, sono larghe, pendenti e di forma triangolare.
Il mantello è formato da pelo corto, fitto, mediamente spesso e liscio; più fine su testa, orecchie e arti. I colori standard sono il bianco e il fegato, che, mescolandosi fra loro, danno vita a colorazioni fegato, fegato grigiastro o fegato macchiettato. Le orecchie sono sempre di color fegato; possibile la presenza di una macchia bianca sulla fronte.
Mai ammessi il nero ed eventuali focature su occhi e arti.
La coda, grossa alla base ed inserita a media altezza, vien generalmente amputata da 1/3 a 1/2 della sua lunghezza.

## Temperamento
Il perdiguero de Burgos è un cane intelligente, docile, equilibrato, calmo e sicuro di sé.